# 利维奥·特拉佩
利维奥·特拉佩（義大利語：Livio Trapè，1937年5月26日—），意大利男子自行车运动员。他曾代表意大利参加1960年夏季奥林匹克运动会自行车比赛，获得一枚金牌和一枚银牌。